# Justizvollzugsanstalt Neudeck
Die Justizvollzugsanstalt Neudeck war von 1904 bis 2009 eine Justizvollzugsanstalt für Frauen- und Jugendvollzug im Münchener Stadtteil Au. Die Justizvollzugsanstalt wurde als Außenstelle der Justizvollzugsanstalt München an der Stadelheimer Straße betrieben.

## Geschichte

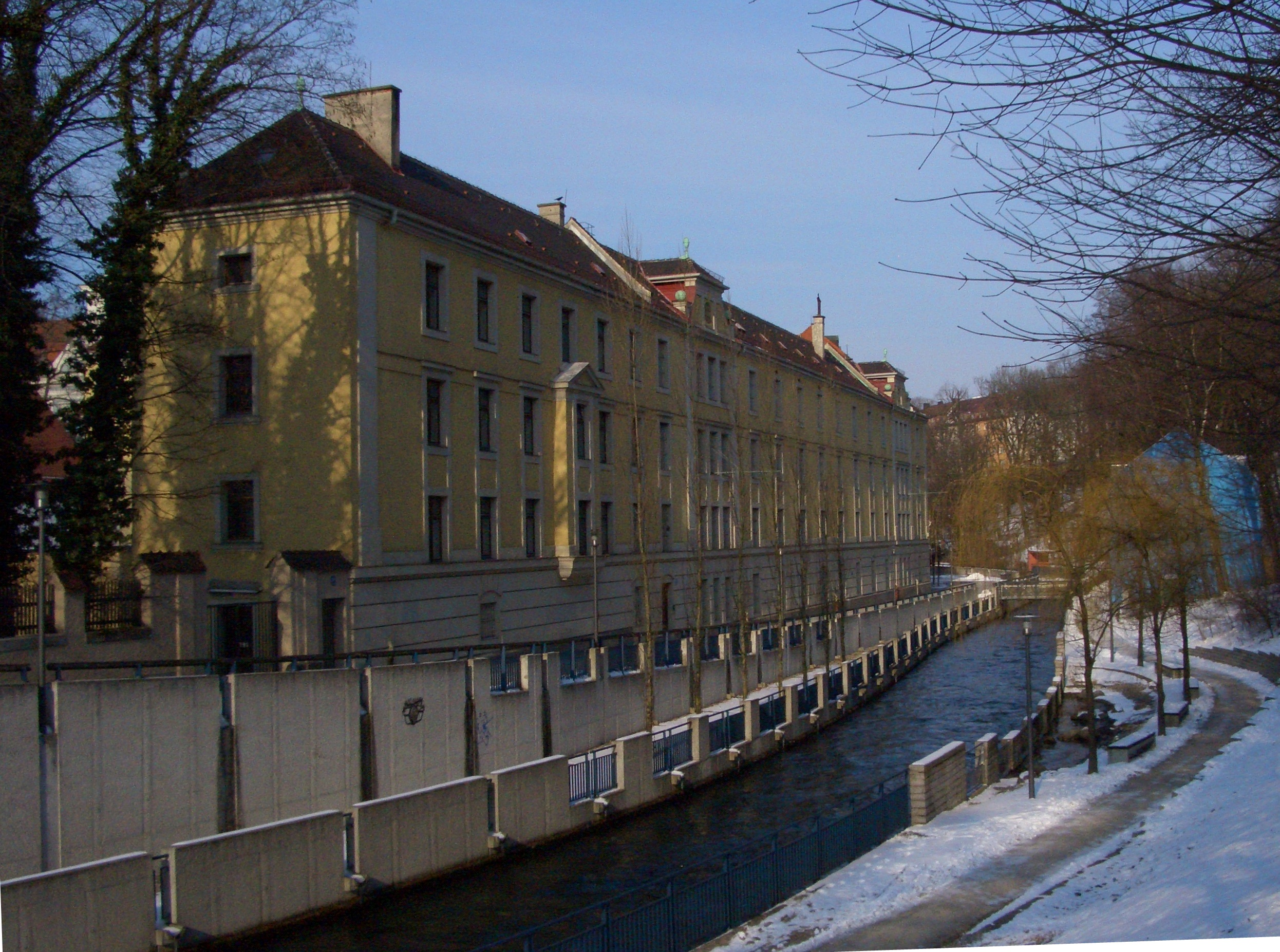
Ehemalige Justizvollzugsanstalt 2010, Ostseite

Das Kloster der Paulaner in der Au wurde 1799 aufgelöst, um es als Militärhospital und später als Zuchthaus zu nutzen. Die durch einen Brand 1885 ihrer Ausstattung beraubte Klosterkirche wurde 1902 profaniert und abgebrochen, ebenso das in Teilen des vormaligen Klosters untergebrachte Zuchthaus, nachdem die Häftlinge am 1. Juli 1901 nach Straubing verlegt worden waren. Zwischen 1902 und 1904 entstand das heutige Gebäude. 
Im März 1943 waren hier nach den Verhören im Gestapo-Gefängnis Wittelsbacher Palais zeitweilig Mitglieder der Weißen Rose, u. a. Alexander Schmorell und Kurt Huber, bis zu ihrem Prozess vor dem Volksgerichtshof inhaftiert. Nach 1945 befanden sich Frauen- und Jugend-Strafvollzug im selben Gebäude, wurden jedoch getrennt voneinander betrieben. Der Haftbetrieb wurde im Juni 2009 eingestellt und in die neue Vollzugsanstalt Schwarzenbergstraße 14 / München-Giesing in unmittelbarer Nachbarschaft zur JVA Stadelheim verlegt.
Im Gebäudekomplex Neudeck befanden sich insgesamt 124 Haftplätze (72 in der Frauenabteilung und 52 in der Jugendarrestanstalt; diese teilten sich wiederum in 43 männliche und 9 weibliche Arrestplätze auf). In der Frauenabteilung wurde in der Regel die Abschiebehaft, die Untersuchungshaft, sowie eine Kurzstrafhaft im Erstvollzug verbüßt. Der Jugendarrest gliederte sich in Freizeit- und Kurzarrest sowie Dauerarrest.

## Zukunft des Gebäudes
Der Haushaltsausschuss des Bayerischen Landtags hatte im Mai 2010 beschlossen, das Grundstück zu verkaufen. Einer der Interessenten war der Verein BISS (Bürger in sozialen Schwierigkeiten), der auf dem Grundstück ein besonderes soziales Projekt realisieren wollte. Das Gebäude sollte in ein 4-Sterne-Hotel umgewandelt werden, das jungen Menschen aus sozial schwierigen Verhältnissen eine Ausbildung ermöglicht.
Den Zuschlag für das Grundstück hat jedoch ein privater Immobilieninvestor bekommen. Dieser plant, das denkmalgeschützte Gebäude in Apartments unter anderem auch für studentisches Wohnen umzuwandeln. Bis Baubeginn steht das Gebäude für kulturelle Zwischennutzungen zur Verfügung. Zum Beispiel fand im Juni 2012 eine Veranstaltung der UAMO Urban Art & Media Organisation statt.
Seit 2017 ist klar, dass hier Luxuswohnungen entstehen. Ein Großteil der entstandenen Eigentumswohnungen in dem nun Haus Mühlbach genannten Komplex ist inzwischen verkauft.